# فقمة مشرطة
فقمة مشرطة أو فقمة مخططة (الاسم العلمي: Histriophoca fasciata)، هي فقمة متوسطة القد من زعنفيات الأقدام وفصيلة الفقميات.
هو نوع موسمي مقيدة بالجليد، توجد في القطب الشمالي والمناطق شبه القطبية في شمال المحيط الهادئ، ولا سيما في بحر بيرنغ وبحر أوخوتسك. يتميز بلألوانه اللافتة للنظر، مع شريطين عريضين أبيضين ودائرتين بيضاء بتجاه الفراء البني الداكن أو الأسود.
إنهُ النوع الحي الوحيد في جنس الفقمة النسيجية (Histriophoca)، على الرغم من أن نوعًا محتملًا من الأحافير، هو H. alekseevi، قد وصف من العصر الميوسيني في مولدوفا.